# Đồng Tân, Hữu Lũng
Đồng Tân là một xã thuộc huyện Hữu Lũng, tỉnh Lạng Sơn, Việt Nam.
Xã Đồng Tân có diện tích 26,43 km², dân số năm 1999 là 5.937 người, mật độ dân số đạt 225 người/km².
Theo thống kê năm 2019, xã Đồng Tân có diện tích 26,43 km², dân số là 7.333 người, mật độ dân số đạt 278 người/km².